# Pleudihen-sur-Rance
Pleudihen-sur-Rance település Franciaországban, Côtes-d’Armor megyében. Lakosainak száma 2974 fő (2022. január 1.). Pleudihen-sur-Rance Saint-Hélen, La Vicomté-sur-Rance, Miniac-Morvan, La Ville-ès-Nonais és Mesnil-Roc'h községekkel határos.

## Népesség
A település népességének változása:
| Lakosok száma | 2318 | 2461 | 2495 | 2717 | 2801 | 2851 | 2909 | 2968 | 3009 | 2974 |
|               | 1968 | 1982 | 1990 | 2006 | 2013 | 2015 | 2017 | 2019 | 2020 | 2022 |